# Kurupí
|  | No s'ha de confondre amb Kurupira. |

El kurupí és un ésser fantàstic de la mitologia guaraní. La seva figura i característiques varien d'acord la font la qual es consulta. S'hi pot descriure com una criatura petita, moltes vegades sense cap articulació al seu cos, amb els peus normalment girat 180°, la qual cosa el permet burlar als perseguidors car aquests, seguint les seves petjades, sempre penses que va cap a un lloc quan en realitat va en sentit contrari, i amb un penis la grandària del qual l'obliga a enrotllar-se'l a la cintura i, segons algunes fonts, amb què pot enllaçar a les seves víctimes. També hi ha versions les quals el descriuen com una criatura la qual camina de quatre grapes arrossegant pel sòl el seu enorme penis.
El kurupí és una criatura maligna. Només la seva visió és prou per embogir les dones. Segons la versió, el kurupí pot violar les dones o fins i tot menjar-se-les, car tendria predilecció per la carn de les dones i dels nens. De tota manera, car es tracta d'una criatura no gaire intel·ligent, és possible burlar-se'n si hom es grimpa a un arbre o si hom creua un riu, perquè el kurupí no pot fer ni una cosa ni l'altra.